# Stegana horae
Stegana horae är en tvåvingeart som beskrevs av Samuel Wendell Williston  1896. Stegana horae ingår i släktet Stegana och familjen daggflugor. Inga underarter finns listade i Catalogue of Life.